# Alexírroe
Segons la mitologia grega, Alexírroe (en grec antic Αλεξιρρόη) va ser una nimfa, filla de Granic, un déu fluvial. Amb la seva bellesa i ingenuïtat va agradar a Príam, rei de Troia, i va ser la mare d'Èsac, un dels cinquanta fills del rei.
Èsac es va convertir més tard en un ocell (Cabussó) quan es va intentar suïcidar saltant d'un penya-segat al mar després de morir la nimfa Hespèria de qui estava enamorat.